# Virginia Slims of Milwaukee 1971
Virginia Slims of Milwaukee — жіночий тенісний турнір, що відбувся в Мілвокі, США. Належав до Серії Вірджинії Слімс 1971. Тривав з 21 до 24 січня 1971 року. Біллі Джин Кінг виграла титул в одиночному розряді, а також у парному разом з Розмарі Казалс.

## Переможниці та фіналістки

### Одиночний розряд
Біллі Джин Кінг —  Розмарі Казалс 6–1, 6–2

### Парний розряд
Біллі Джин Кінг /  Розмарі Казалс —  Франсуаза Дюрр /  Енн Джонс 6–3, 1–6, 6–2